# Noanstjärnarna (Stensele socken, Lappland, 721576-156452)
Noanstjärnarna är en sjö i Storumans kommun i Lappland och ingår i Umeälvens huvudavrinningsområde. Sjön har en area på 0,0353 kvadratkilometer och ligger 321 meter över havet.

## Delavrinningsområde
Noanstjärnarna ingår i det delavrinningsområde (721723-156391) som SMHI kallar för Utloppet av Stenselet. Medelhöjden är 340 meter över havet och ytan är 30,56 kvadratkilometer. Räknas de 545 avrinningsområdena uppströms in blir den ackumulerade arean 7 480,61 kvadratkilometer. Avrinningsområdets utflöde Umeälven mynnar i havet. Avrinningsområdet består mestadels av skog (63 procent). Avrinningsområdet har 8,6 kvadratkilometer vattenytor vilket ger det en sjöprocent på 28,1 procent. Bebyggelsen i området täcker en yta av 1,27 kvadratkilometer eller 4 procent av avrinningsområdet.